# Cacao espacial
El cacao espacial es una historieta serializada entre 1984 y 1985 del autor de cómics español Francisco Ibáñez perteneciente a su serie Mortadelo y Filemón.

## Trayectoria editorial
La historieta se publicó en forma seriada en la revista Mortadelo n.º 196 a 201 y 214 a 216, entre ambos intervalos (n.º 205 a 213) se editó la apócrifa Que viene el fisco. La historieta también puede encontrarse en el número 66 de la Colección Olé.

## Sinopsis
En la sede de las Naciones Unidas se reúnen las grandes potencias para evitar entrar en guerra.
Entre unas cosas y otras no se ponen de acuerdo y las naciones se preparan para la guerra iniciando el lanzamiento de estaciones orbitales. España no piensa quedarse atrás y va a realizar un proyecto para enviar al espacio una base espacial. Mortadelo y Filemón serán los futuros astronautas del proyecto. 
Destaca al comienzo la tensa reunión de la Asamblea General de la ONU. Los líderes estadounidense y ruso, Ronald Reagan y Konstantin Chernenko aparecen como dos personas de gran edad y con múltiples achaques. Su duro debate será el cierre de la sesión.
Por otro lado, se pelean los representantes de Reino Unido y Argentina, por el contencioso de las Malvinas. No se les ve la cara, pero el locutor informa de que se trata de la primera ministra, Margaret Thatcher. Participa también François Mitterand. El Ministro de Asuntos Exteriores español es Fernando Morán.
La frase J'ai perdu ma plume dans le jardin de ma tante (he perdido mi pluma en el jardín de mi tía), que Ibáñez reconoce que es lo único que sabe de francés, la pronunciará de nuevo Mitterand en el Estadio Olímpico de Barcelona, en Barcelona 92.
Pepe Gotera y Otilio, personajes de Ibáñez, son los constructores de una de las naves. Precisamente, la única que ni siquiera llega a despegar del suelo.